# Ductus venosus
Ductus venosus kopplar i ett foster samman den umbilikala venen med den undre vena cava. Denna koppling tillåter syresatt blod från placentan att kringgå levern och direkt komma till det cirkulatoriska systemet för distribution i resten av kroppen. Ductus venosus stängs i samband med födseln.